# Tour de Nesle Affæren
Tour de Nesle Affæren var en skandale i den franske kongefamilie i 1314, hvor Margrete, Blanka og Johannne, svigerdøtre til Kong Filip 4, blev anklaget for utroskab. Anklagerne blev tilsyneladende startet af Filips datter, Isabella. Tour de Nesle var et tårn i Paris, hvor det siges, at meget af utroskaben havde fundet sted. Skandalen førte til tortur, henrettelser og fængslinger for prinsessernes elskere og fængselsstraf for prinsesserne med varige konsekvenser for Huset Capets sidste år.

## Baggrund
Den kongelige skandale fandt sted i slutningen af den svære regeringstid for Filip 4., kendt som "le Bel" (den Smukke) på grund af hans gode udseende. Filip 4 var en underligt følelsesløs mand. Den samtidige biskop af Pamiers beskrev ham som "hverken en mand eller et dyr, men en statue". Moderne historikere har noteret sig, at han "kultiverede et kristent kongedømmes omdømme og udviste få svagheder af sanselig lyst" I hele sin regeringsperiode havde Filip forsøgt at opbygge den franske krones autoritet og prestige, og skabte nye indtægter og nye regeringsinstitutioner, bekrigede sine rivaler og udfordre lejlighedsvis Kirkens autoritet. Lige inden krisen brød ud var Filip været optaget af opløsningen af Tempelridderordenen i Frankrig. I 1314 var han imidlertid blevet økonomisk overanstrengt og stod i en stadig sværere indenrigspolitisk situation, og nogle har antydet, at hans svækkede position bidrog til den efterfølgende kongelige krise.
Filip 4. havde tre sønner, Ludvig, Filip og Karl. Som det var tradition i perioden, blev alle tre gift med øje for politisk gevinst. Oprindeligt havde Filip til hensigt at Ludvig skulle giftes med Johanne, den ældste datter af Otto 4., greve af Burgund, men valgte til sidst i 1305 Margrete, datter af Robert 2., hertug af Burgund, og arrangerede, at Johanne i stedet blev gift med sin mellemste søn Filip i 1307. Hans yngste søn Karl blev gift med Blanka, en anden af Ottos døtre, i 1308.
De tre ægteskaber havde udviklet sig forskelligt. Luudvigs anses for at have været et ulykkeligt match. Ludvig, kendt som "den Stridbare", siges at have foretrukket at spille indendørs frem for at tilbringe tid med den "humørglade og velformede" Margrete. Karl, en relativt konservativ, "bornert"  og "stivnakket" person, havde et ubemærket ægteskab. I modsætning hertil var Filip kendt for at være usædvanlig generøs over for sin hustru Johanne. Parret fik et betydeligt antal børn på kort tid, og gennem årene skrev Filip adskillige, formelt set kærlighedsbreve til sin hustru.
I mellemtiden havde Filip 4. giftet sin datter Isabella med Edvard 2. af England i 1308 i et forsøg på at løse spændingerne omkring de omtvistede territorier Gascogne og Flandern. Isabellas ægteskab viste sig vanskeligt, hovedsageligt på grund af Edvards intime forhold til sin nære ven og mulige elsker Piers Gaveston. Isabella søgte ofte hjælp hos sin far for at løse problemerne i sit engelske ægteskab.

## Skandalen
De fleste beretninger om skandalen begynder med besøget af kongen og dronningen af England i 1313 hos dronningens far i Frankrig. Under besøget havde Ludvig og Karl arrangeret et satirisk dukketeater for deres gæster, og efter dette havde Isabella givet nye broderede punge både til sine brødre og til deres hustruer. Senere på året holdt Isabella og Edvard en stor middag i London for at fejre deres tilbagevenden, og Isabella bemærkede tilsyneladende, at de punge, hun havde givet til sine svigerinder, nu blev båret af to normanniske riddere, brødrene Gautier og Philippe d'Aunay . Isabella konkluderede, at parret må have haft en utilladelig affære, og ser ud til at have informeret sin far om dette under sit næste besøg i Frankrig i 1314.
Filip 4- satte ridderne under overvågning i en periode, og skandalen begyndte at tage form. Anklagerne var koncentreret på mistanken om, at Blanka og Margrete over en periode havde drukket, spist og været utro med Gautier og Philippe d'Aunay i Tour de Nesle. Tour de Nesle var et gammelt vagttårn i Paris ved siden af floden Seinen og var blevet købt af Filip 4. i 1308. Om den tredje svigerinde, Johanne, blev det i starten hævdet, at hun havde været til stede ved nogle af disse lejligheder og havde haft kendskab til affæren. Senere blev anklagerne udvidet til at hun også selv skulle have været involveret i utroskab.
De fleste historikere har været tilbøjelige til at konkludere, at anklagerne mod Blanka og Margrete sandsynligvis var sande, selvom nogle er mere skeptiske. Nogle beretninger har antydet, at Isabellas anklager var politisk motiverede. Hun havde netop født sin søn Edvard, og i teorien kunne fjernelsen af alle sine tre svigerinder have gjort hans bestigelse af den franske trone mere sandsynlig. Andre har hævdet, at dette synes at være en usandsynlig plan, i betragtning af den normale sandsynlighed for, at mindst en af de tre brødre med succes kunne have giftet sig igen og fået en mandlig arving i de kommende år. Nogle samtidige krønikeskrivere antydede, at Filip 4.'s upopulære kammerherre Enguerrand de Marigny muligvis var ansvarlig for at have lavet falske anklager mod de involverede riddere og kvinder.
Efter overvågningsperioden brød Filip 4. offentligt nyheden om beskyldningerne og arresterede alle involverede. Der er nogle tegn på at Gautier og Philippe fra d'Aunay forsøgte at flygte til England, men i rette tid blev begge riddere forhørt og tortureret af franske embedsmænd. Begge tilstod utroskab og blev derfor fundet skyldige i majestætsfornærmelse. Blanka og Margrete blev ført for retten i Paris' parlament og blev fundet skyldige i utroskab. De to kvinder blev blev klippet skaldet og idømt livsvarigt fængsel. Johannne blev også retsforfulgt i parlamentet, men blev fundet uskyldig, delvist takket være sin mand Filips indflydelse.

## Indvirkning
Tour de Nesle skandalen medførte fængslingen af Blanka og Margrete og henrettelsen af deres elskere. Efter at være blevet tortureret blev de skyldige riddere Gautier og Philippe derefter dræbt. De fleste fortællinger er enige om, at de først blev kastreret og derefter enten trukket og lemlæstet eller hudflettet levende, trukket på et hjul og derefter hængt. Episoden kom som et alvorligt chok for Filip 4., og nogle antyder, at det medvirkede til hans død senere samme år. Isabella blev kritiseret af nogle i Frankrig for ikke at stå ved sin svigerinder, selvom dette gik over med tiden. Isabellas eget ægteskab fejlede katastrofalt i sin tid, og mange historikere mener, at hun var ansvarlig for mordet på sin mand Edvard i 1327 efter Isabellas magtovertagelse i England med sin elsker Roger Mortimer i 1326.
På grund af uenigheden om valget af en ny pave mellem Clemens 5.'s død i 1314 og valget af Johannes 23. i 1316, kunne Margretes ægteskab med Ludvig ikke annulleres, og hun blev fængslet i en underjordisk celle i Château Gaillard. Ludvig besteg tronen senere samme år efter Filip 4.'s død, og blev officielt kronet i august 1315. Margrete var imidlertid stadig i live, men døde kort efter under mistænkelige omstændigheder, muligvis myrdet, den 14. august stadig i sit fangenskab. Ludvig giftede sig igen fem dage senere med Klementia af Ungarn, niece til Ludvigs egen onkel og nære rådgiver, Karl af Valois. Ludvig selv døde året senere efter at være blevet syg efter et udfordrende spil tennis.
Johanne blev anbragt i husarrest i Dourdan i kølvandet på parlamentets frifindelse af hende parlamentet, men nød fortsat støtte fra sin mand Filip. Filip kæmpede for hendes frigivelse, som fandt sted året efter, og Johanne kunne vende tilbage til hoffet. Det er uklart, hvorfor Filip stod ved hende på den måde, som han gjorde. En teori har været, at han var bekymret for, at hvis han opgav Johanne, ville han også miste Grevskabet Burgund, som han havde fået gennem deres ægteskab. En anden teori antyder, at han i sandhed var meget dybt forelsket i hende. Med den nyfødte Johan 1. af Frankrigs død efter kun et par dage var Johanne Filips dronning i en årrække. Efter Filips død, arvede hun Grevskabet Artois efter sin mor og døde endelig i 1330.
Blanka forblev i fangenskab i Château Gaillard i otte år indtil 1322, da Karl overtog tronen. Da han var blevet konge, nægtede Karl stadig at frigive Blanche og fik i stedet annulleret deres ægteskab og sendt Blanka i kloster. Karles giftede sig straks igen med Marie af Luxemburg. Blanka døde det næste år, af et nedbrudt helbred af årene tilbragt under jorden i fangenskab.

## Følger og arv
Affæren svækkede voldsomt kvinders ry i de højeste franske kredse og var en central faktor i implementeringen af Den Saliske Lov i forbindelse med de efterfølgende diskussioner om tronfølgen. Da Ludvig døde uventet i 1316, erfarede støtterne af hans ældste datter Johannne, at der efter skandalen blev sat spørgsmålstegn ved hendes faderskab, og at den franske adel blev mere og mere varsom med begrebet om en kvinde, der arver tronen. Ludvigs bror, Filip tog i stedet magten.  Filip døde også uventet ung, og hans yngre bror Karl levede ikke længe efter at have gifte sig igen efter sin kroning og døde uden mandlige arvinger. Fortolkningen af Den Saliske Lov betød da, at der kom tvivl den franske arvefølge. På trods af at Filip af Valois, Karl af Valois', med støtte fra den franske adel gjorde krav på tronen, var Edvard 3. af England, Isabella's søn, i stand til at hævde sit eget krav på tronen, hvilket resulterede i den efterfølgende Hundredeårskrig (1337-1453).
Affæren kom også til at få indflydelse på den europæiske kultur. Forskere, der studerer temaet om "høvisk kærlighed" (Amour Courtois) har observeret, at fortællingerne om utro dronninger døde hen kort efter Tour de Nesle skandalen, hvilket kunne antyde, at de blev mindre acceptable eller underholdende efter henrettelserne og fængselsstraffene i den franske kongefamilie. Historien om affæren blev brugt af den franske dramatiker Alexandre Dumas som grundlag for sit skuespil La Tour de Nesle i 1832, "et romantisk drama, der genskaber middelalderens forbrydelser på et stort plan". Tour de Nesle tårnet blev ødelagt i 1665. "Jernkongen" (Le Roi de fer) fra 1955, den første roman i Maurice Druons syvbindsserie De Usalige Konger (Les Rois maudits), beskriver affæren og de efterfølgende henrettelser med makabre og fantasirige detaljer.

## Eksterne links
- Tour de Nesle Affæren i Navarras middelalderhistorie

48°52′N 2°20′Ø / 48.86°N 2.34°Ø